# Digenes Akritas

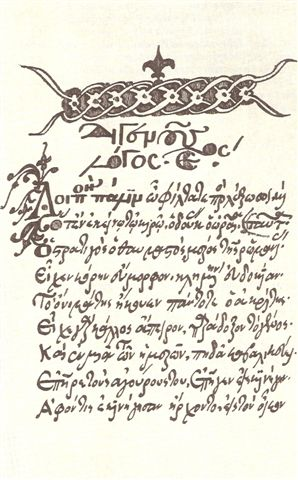
Manuscrisul poemului epic Digenes Akritas aflat în colecția Bibliotecii Naționale din Atena.

Digenes Akrites (în greacă veche Διγενῆς Ἀκρίτης, pronunțat [ðiʝeˈnis aˈkritis]), cunoscut în folclorul muzical ca Digenes Akritas (Διγενῆς Ἀκρίτας, [aˈkritas]) și transliterat, de asemenea, ca Digenis Akritis, este cel mai faimos dintre Cântecele Acritice. Poemul epic prezintă în detaliu viața eroului, Vasile (Βασίλειος), al cărui epitet Digenes Akritas („Stăpânul hotarului cu două tipuri de sânge” sau „Străjerul cu două origini”) se referă la sângele său amestecat grec bizantino-capadocian și arab. Prima parte a poemului prezintă detalii despre viața părinților săi, cum s-au cunoscut ei și cum tatăl său, un emir, s-a convertit la creștinism după ce a răpit-o și s-a căsătorit cu mama lui Digenes. Restul poemului prezintă, adesea la persoana I, actele de eroism ale lui Vasile la granița bizantină.

## Manuscrisul
Digenes Akrites este un text narativ amplu, deși nu este scris într-un stil epic-eroic pur. Au fost găsite un număr de șase manuscrise dedicate actelor de eroism ale lui Vasile. Cele mai vechi sunt versiunile de la Escorial (sau E, 1867 de versuri) și de la Grottaferrata (sau G, 3749 de versuri), denumite după bibliotecile în care respectivele manuscrise sunt păstrate. În timp ce forma (sau formele) în care a supraviețuit nu este produsul unei compoziții orale, el a păstrat totuși un număr considerabil de trăsături ale originii sale orale. Trunchiul comun ale celor două versiuni păstrate în manuscrisele E și G datează din secolul al XII-lea. Textul E pare a fi mai aproape de compoziția originală, în timp ce textul G reprezintă o versiune mult modificată de copiști. Ambele texte conțin descrieri încântătoare ale vieții societăților marțiale din regiunile de frontieră ale imperiului, în timp ce legendele referitoare la eroii locali sunt concentrate în figura lui Digenes. Versiunea de la Escorial este superioară celeilalte în ceea ce privește forța și rapiditatea scenelor de luptă, precum și în ceea ce privește austeritatea stilului. Descrierile epice ale luptelor și cavalerilor au un conținut teatral, un ritm rapid și detalii vizuale pline de viață.

## Povestea

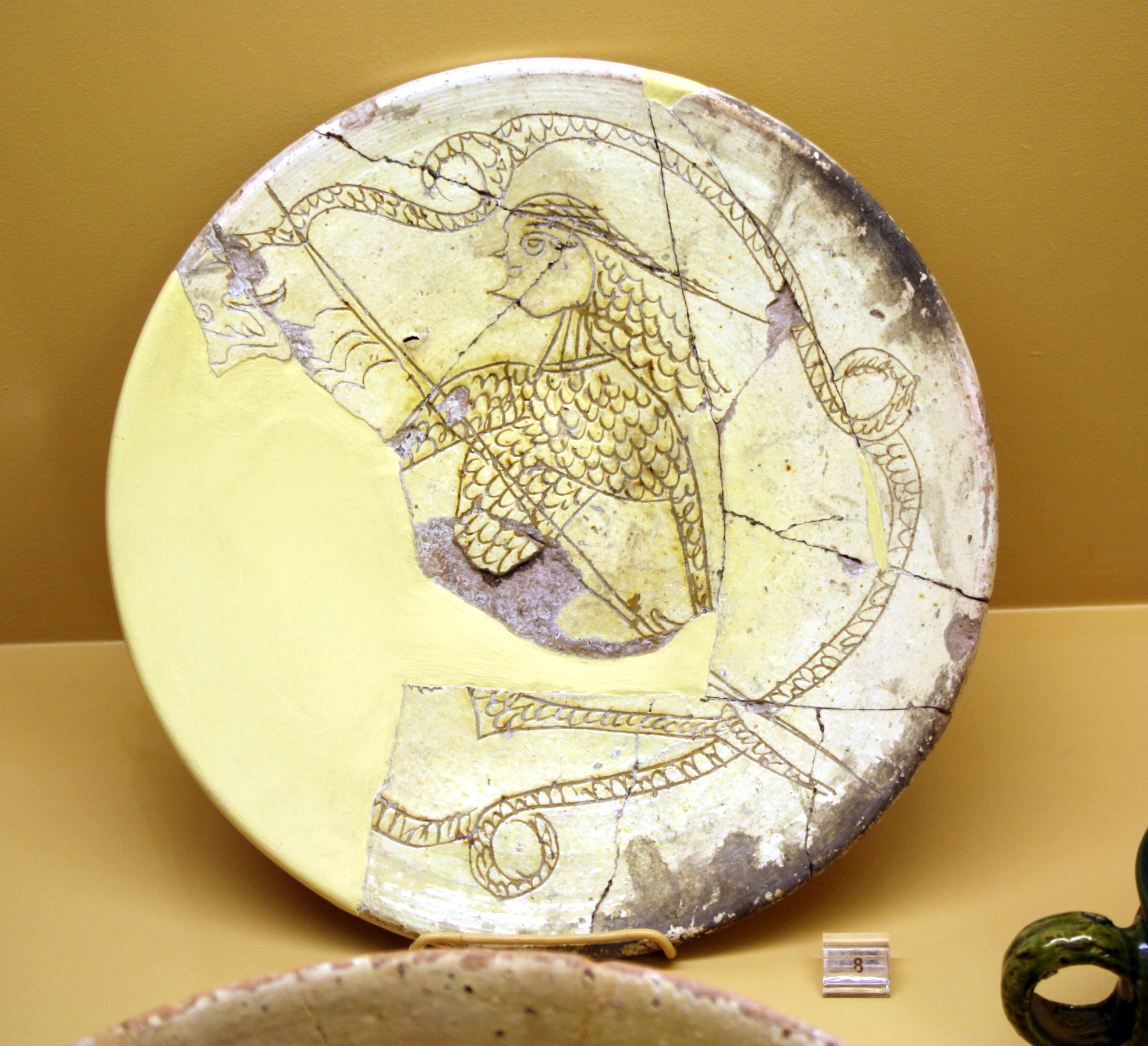
Digenes Akritas și dragonul. Vas bizantin din secolul al XIII-lea.

Războaiele bizantino-arabe care au durat din secolul al VII-lea până la începutul secolului al XI-lea oferă contextul poeziei eroice bizantine scrise în limba greacă. Unitățile Akritai din Imperiul Bizantin al acelei perioade aveau sarcina protejării regiunilor de frontieră ale teritoriului imperial de dușmanii externi și de aventurierii care realizau incursiuni la granițele imperiului. Poemul cuprinde două părți.
În prima parte, „Convertirea emirului”, care poartă mult mai evident caracteristicile poeziei epice, un emir arab invadează Cappadocia și o ia cu el pe fiica unui general bizantin. Emirul este de acord să se convertească la creștinism de dragul fetei și să se stabilească în Romania (Ρωμανία, terenurile locuite de Ρωμηοί (Romioi) sau Grecia medievală), împreună cu oamenii lui. Rezultatul acestei uniuni matrimoniale este un fiu, Digenes Akritas.
Cea de-a doua parte a poemului se referă la dezvoltarea tânărului erou și la puterea supraomenească și faptele sale de vitejie. Pe când era doar un băiat, el a mers la vânătoare împreună cu tatăl său și a ucis neînarmat doi urși, sugrumându-l pe primul până la moarte și rupându-i coloana vertebrală celui de-al doilea. El rupe în două o căprioară cu mâinile goale și ucide un leu în același mod. Ca și tatăl său, el o răpește pe fiica unui alt general bizantin și apoi se căsătorește cu ea; ucide un dragon; el îi ia cu el pe așa-numiții apelatai (ἀπελάται), un grup de bandiți, și apoi îi învinge pe cei trei conducători într-o singură luptă. Nimeni, nici chiar războinica uimitor de puternică Maximu, cu care comite păcatulul adulterului, nu se poate compara cu el. După ce și-a învins toți dușmanii, Digenes construiește un palat luxos pe malurile Eufratului, unde își încheie zilele în pace. O legendă cipriotă spune că a traversat munții Pentadaktylos („Cinci Degete”) de la nord de Nicosia pentru a ajunge în Asia Mică (Turcia de azi). Lanțul montan, după cum sugerează și numele, seamănă cu cinci degete răsărite din sol.
Povestea lui Digenes a continuat să fie citită cu mult interes în secolele următoare, deoarece textul a supraviețuit în diferite versiuni ce datează până în secolul al XVII-lea. Povestea epică a lui Digenes Akritas corespunde în mai multe moduri unui ciclu de cântece acritice mult mai scurte, în special din Asia Mică, Cipru și Creta, dintre care unele au supraviețuit până în prezent. În tradiția ultimului dintre ele, Digenes este învins în cele din urmă doar de Moarte, reprezentată de Thanatos/Charon, după o luptă aprigă purtată pe podelele de marmură. Thanatos se luptase deja cu Heracle. Compozitorul greco-canadian Christos Hatzis a folosit acest text ca bază pentru o parte a compoziției muzicale clasice „Constantinopol”. 
Povestea lui Digenes Akritas, învins de Moarte, a fost folosită ca bază a unei bîline (balade populare) rusești despre Anika Oșteanul.

## Formă

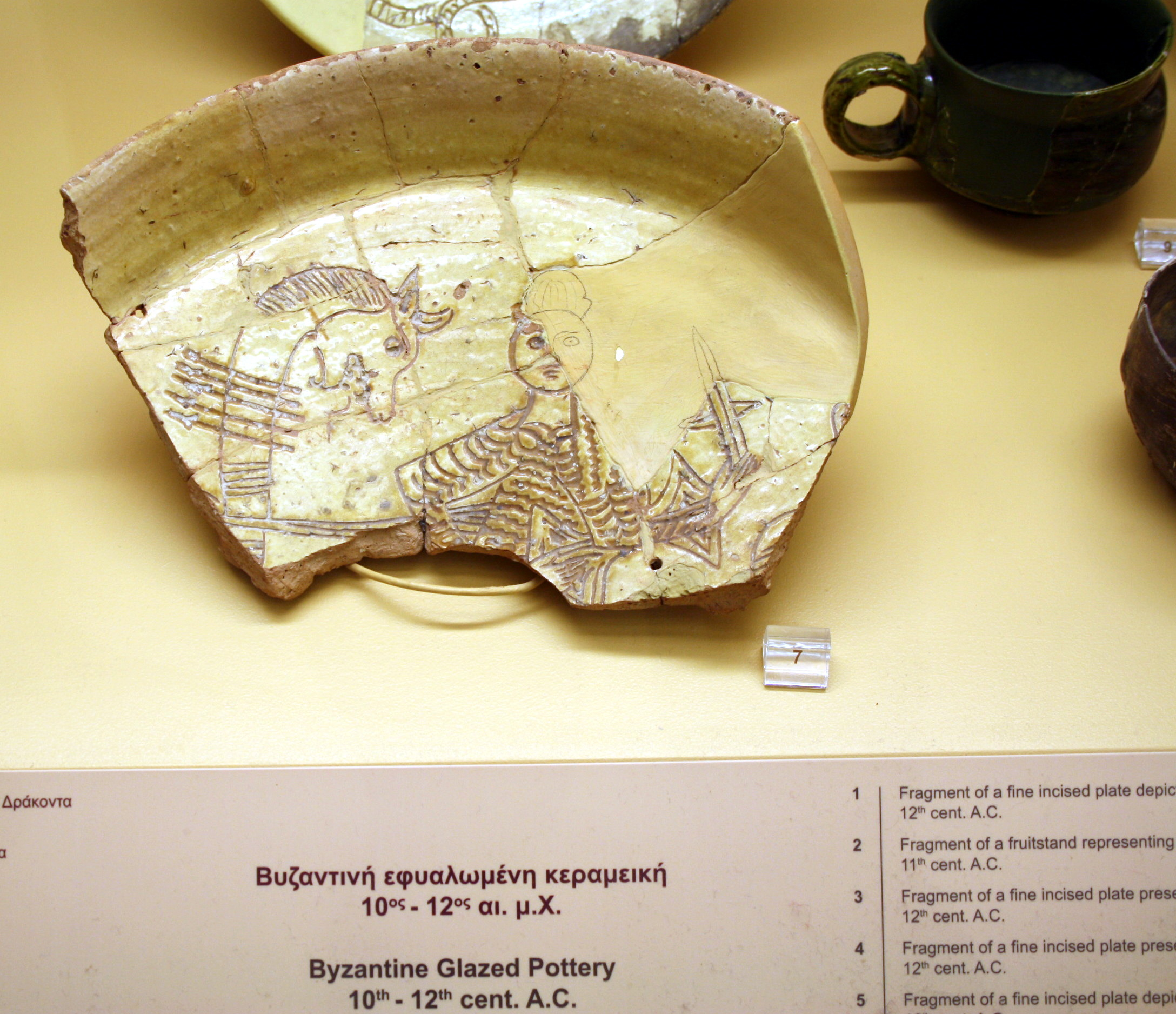
Digenes Akritas și dragonul. Vas bizantin din secolul al XII-lea.

Digenes Akritas este scris în greaca demotică timpurie și este compus din versuri albe cu 15 silabe. Rima apare rar. 
Poemul nu se abate de la versificația standard decapentasilabică a literaturii bizantine populare. Fiecare vers și fiecare emistih este atent echilibrat. Poemul curge fluent, în cadență, fără cacofonii și cu repetiții foarte rare ale sunetelor.